# 64.
◄ | 1. stoljeće pr. Kr. | 1. stoljeće | 2. stoljeće | ►
◄ | 30-ih | 40-ih | 50-ih | 60-ih | 70-ih | 80-ih | 90-ih | ►
◄◄ | ◄ | 61. | 62. | 63. | 64. | 65. | 66. | 67. | ► | ►►
Astronomija • Književnost • Kršćanstvo

## Događaji
- 18. srpnja. – Veliki antički grad Rim iznenada se našao u plamenu. Vatrena stihija trajala je šest dana i sedam noći i potpuno uništila devet od 14 gradskih četvrti. Nikada nije potpuno razjašnjeno je li se katastrofa dogodila slučajno ili je, kako tvrde stare kronike, požar podmetnuo rimski car Neron koji je okrivio kršćane i prognao ih iz Rima.

## Smrti
- 13. listopada – Sveti Petar, prvi papa

## Vanjske poveznice
|  | Zajednički poslužitelj ima još gradiva o temi 64. |